# Жуавиль
Жуави́ль (фр. Jouaville) — коммуна во французском департаменте Мёрт и Мозель, региона Лотарингия. Относится к  кантону Омекур.	

## География
Жуавиль расположен в 17 км к западу от Меца. Соседние коммуны: Батийи на северо-востоке, Верневиль на юго-востоке, Донкур-ле-Конфлан на юго-западе. Между Жуавиль и Донкур-ле-Конфлан находится аэродром Донкур.

## Демография
Население коммуны на 2010 год составляло 318 человек.
| 1962 | 1968 | 1975 | 1982 | 1990 | 1999 | 2010 |
| ---- | ---- | ---- | ---- | ---- | ---- | ---- |
| 312  | 305  | 283  | 249  | 268  | 262  | 318  |